# Burg Bydlin

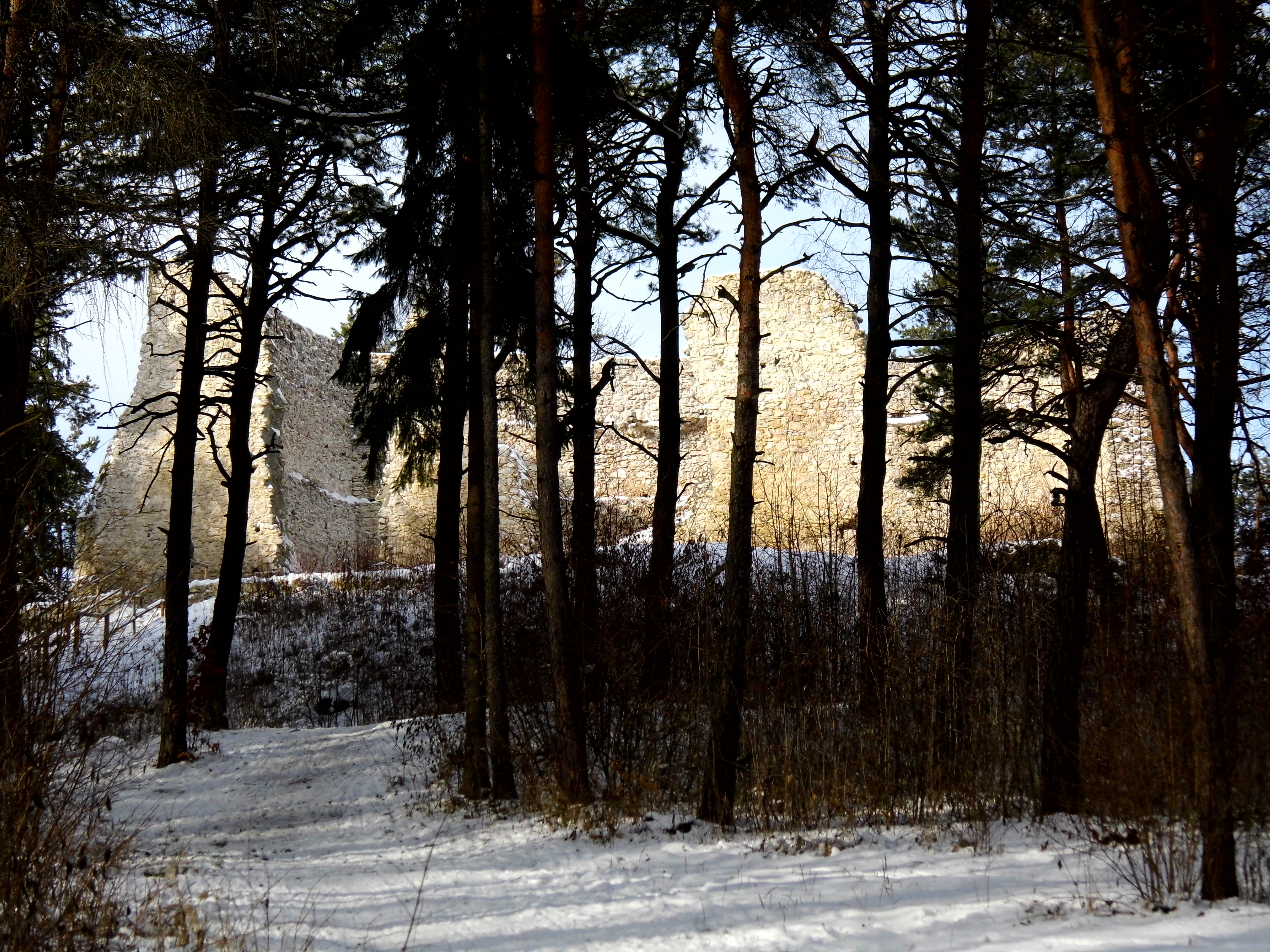
Front

Die Burg Bydlin (polnisch: Zamek w Bydlinie) ist eine Burgruine in Bydlin unweit von Olkusz im Gebirgszug des Krakau-Tschenstochauer Juras. Die Burg gehört zu den Adlerhorst-Burgen, die im 14. Jahrhundert die Grenze zwischen dem Königreich Polen und dem Heiligen Römischen Reich sicherten. 

## Geschichte
Die Burg wurde wahrscheinlich am Anfang des 14. Jahrhunderts wahrscheinlich von Niemierz de Gołcza errichtet. Sie ist im späten 14. Jahrhundert in den Quellen greifbar. Im 15. Jahrhundert wechselten oft die Eigentümer. Anfang des 16. Jahrhunderts gehörte sie den Boner und nach deren Aussterben den Firlej. Die Firlej bauten die Burg in eine katholische Wehrkirche um. Nachdem die Firlej zum calvinistischen Glauben konvertiert waren, wurde auch die Kirche protestantisch. Kurzzeitig diente sie den Polnischen Brüdern. 1594 wurde sie wieder katholisch und erhielt das Patronat des Heiligen Kreuzes, nach dem auch der Berg benannt wurde. Während der Schwedischen Sintflut wurde die Kirche von den Schweden 1655 unter General Burchard Müller von der Lühne zerstört. Das Gebäude wurde zwar von den Męciński im 17. Jahrhundert wieder aufgebaut, doch bald schon wieder aufgegeben, und es verfiel im 18. Jahrhundert wieder. Im 19. Jahrhundert wurde am Fuß der Ruine Galenit abgebaut. Während des Ersten Weltkriegs nahmen polnische Legionen im November 1914 die Burg ein und zogen von hier in die Schlacht bei Krzywopłoty.